# Fosse no 4 - 4 bis des mines de Liévin
La fosse no 4 - 4 bis dite fosse d'Avion de la Compagnie des mines de Liévin est un ancien charbonnage du Bassin minier du Nord-Pas-de-Calais, situé à Avion. Les puits nos 4 et 4 bis sont respectivement ouverts à partir de juillet et octobre 1890. La fosse commence à extraire en janvier 1894. Des cités sont bâties aux abords de la fosse. Le terril plat no 215, 4 de Liévin, est édifié sur le carreau de fosse. La fosse est détruite durant la Première Guerre mondiale. Elle est également bombardée durant la Seconde Guerre mondiale à cause de sa position trop rapprochée des lignes ferroviaires.
La Compagnie des mines de Liévin est nationalisée en 1946, et intègre le Groupe de Liévin. La fosse est de nouveau fonctionnelle en 1949. L'année suivante, une station de captage de grisou est installée sur le carreau de fosse, celle-ci étant très grisouteuse. En 1952, le Groupe de Liévin fusionne avec le Groupe de Lens pour former le Groupe de Lens-Liévin. La fosse no 4 - 4 bis est concentrée sur la fosse no 7 - 7 bis en 1955, et cesse de remonter la production. Elle assure alors principalement l'aérage jusqu'en 1985, date à laquelle elle est rattachée à la fosse no 4 - 5 des mines de Drocourt à Méricourt, jusqu'à la fermeture de cette dernière en 1988. Les puits sont alors remblayés dans l'année, et les chevalements détruits l'année suivante.
Au début du XXIe siècle, Charbonnages de France matérialise les têtes des puits nos 4 et 4 bis. Le centre d'entrainement La Gaillette du Racing Club de Lens prend place sur une grande partie du carreau de fosse, il subsiste quelques bâtiments de celle-ci. Le terril est un espace vert. Les cités ont été en grande partie rénovées.

## La fosse

### Fonçage
La fosse no 4 - 4 bis est située à Avion, à 450 mètres du clocher du village, et à 1 550 mètres à l'est de la route nationale no 25, d'Arras à Lille, contre la ligne d'Arras à Dunkerque-Locale. Le puits no 4 est commencé le juillet 1890, le puits no 4 bis en octobre, à quarante mètres au sud-ouest. La fosse no 4 - 4 bis, également nommée fosse d'Avion, est composée de deux puits jumeaux.
Les puits sont entrepris à l'altitude de quarante mètres. Le niveau est passé par le procédé Chaudron. Le cuvelage est en fonte de six mètres à 102,24 mètres, les anneaux du cuvelage ont été fabriqués dans une fonderie installée sur le site. Le diamètre utile du puits est de quatre mètres. Le terrain houiller est atteint à la profondeur de 154,70 mètres,.

### Exploitation
La fosse commence à extraire en janvier 1894. Le puits no 4 est profond de 440,10 mètres, les accrochages sont établis à 321 et 421 mètres. La fosse est détruite durant la Première Guerre mondiale.
La fosse, située très près d'installations ferroviaires, est bombardée lors de la Seconde Guerre mondiale. La Compagnie des mines de Liévin est nationalisée en 1946, et intègre le Groupe de Liévin. La fosse ne reprend l'extraction qu'en 1949. L'extraction est assurée par le puits no 4, alors que le puits no 4 bis est affecté à l'aérage et au service. La fosse étant réputée très grisouteuse, une station de captage de grisou est installée sur le carreau de fosse en 1950. En 1952, le Groupe de Liévin fusionne avec le Groupe de Lens pour former le Groupe de Lens-Liévin.
La fosse no 4 - 4 bis est concentrée sur la fosse no 7 - 7 bis, sise 1 895 mètres au sud-ouest, en 1955, la production remonte par cette dernière. En 1967, l'extraction passe de 715 mètres à 855 mètres. La fosse continue d'assurer le retour d'air pour la fosse no 7 - 7 bis jusqu'en 1985, date à partir de laquelle elle assure l'aérage de la fosse no 4 - 5 des mines de Drocourt, sise à Méricourt à 2 730 mètres à l'est-sud-est, jusqu'à la fermeture de cette dernière.
La fosse est utilisée pour le démantèlement des travaux du fond en 1988, puis les puits nos 4 et 4 bis, respectivement profonds de 894 et 645 mètres sont remblayés. Les chevalements sont détruits en 1989.

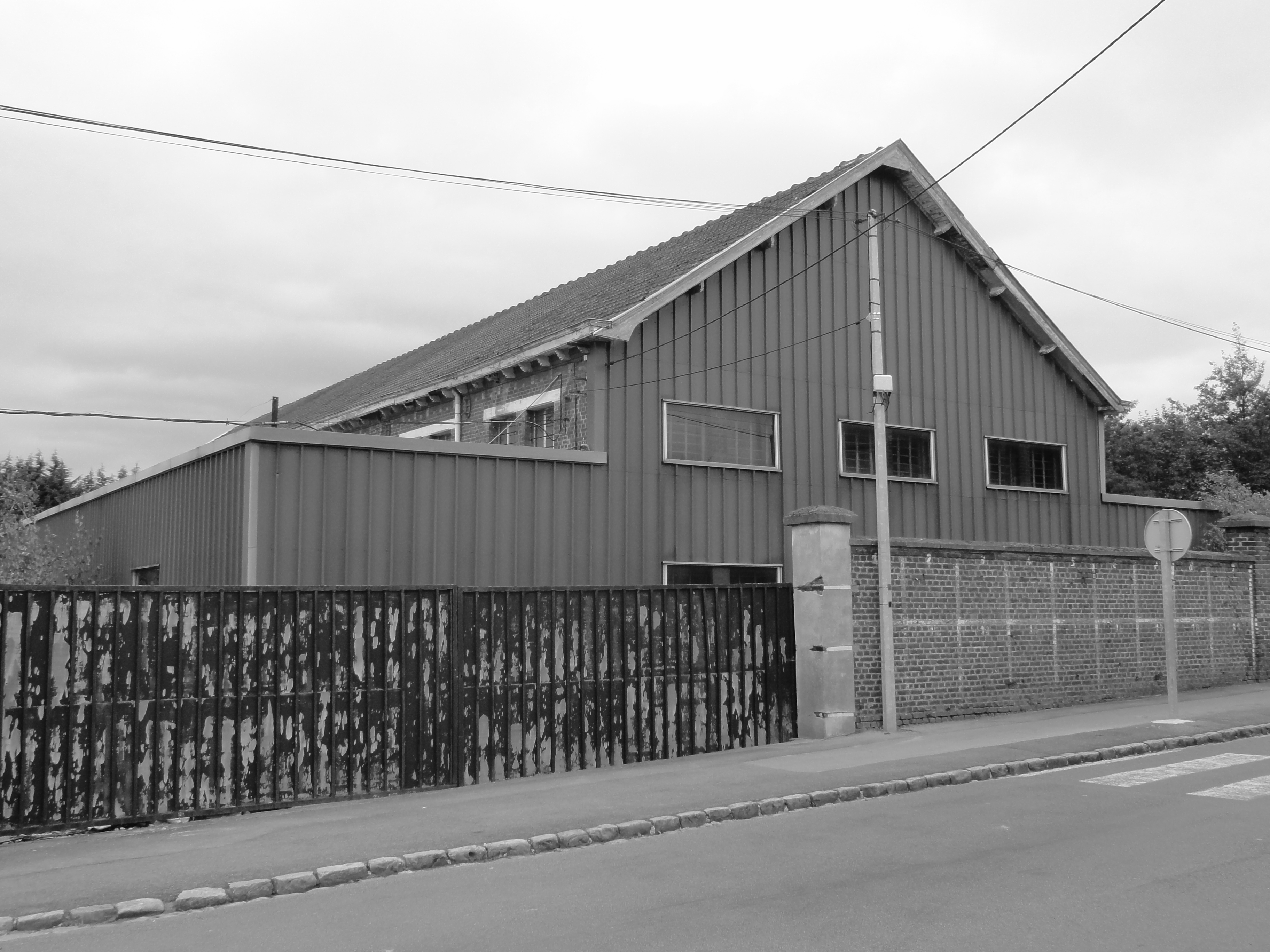
Les bains-douches.
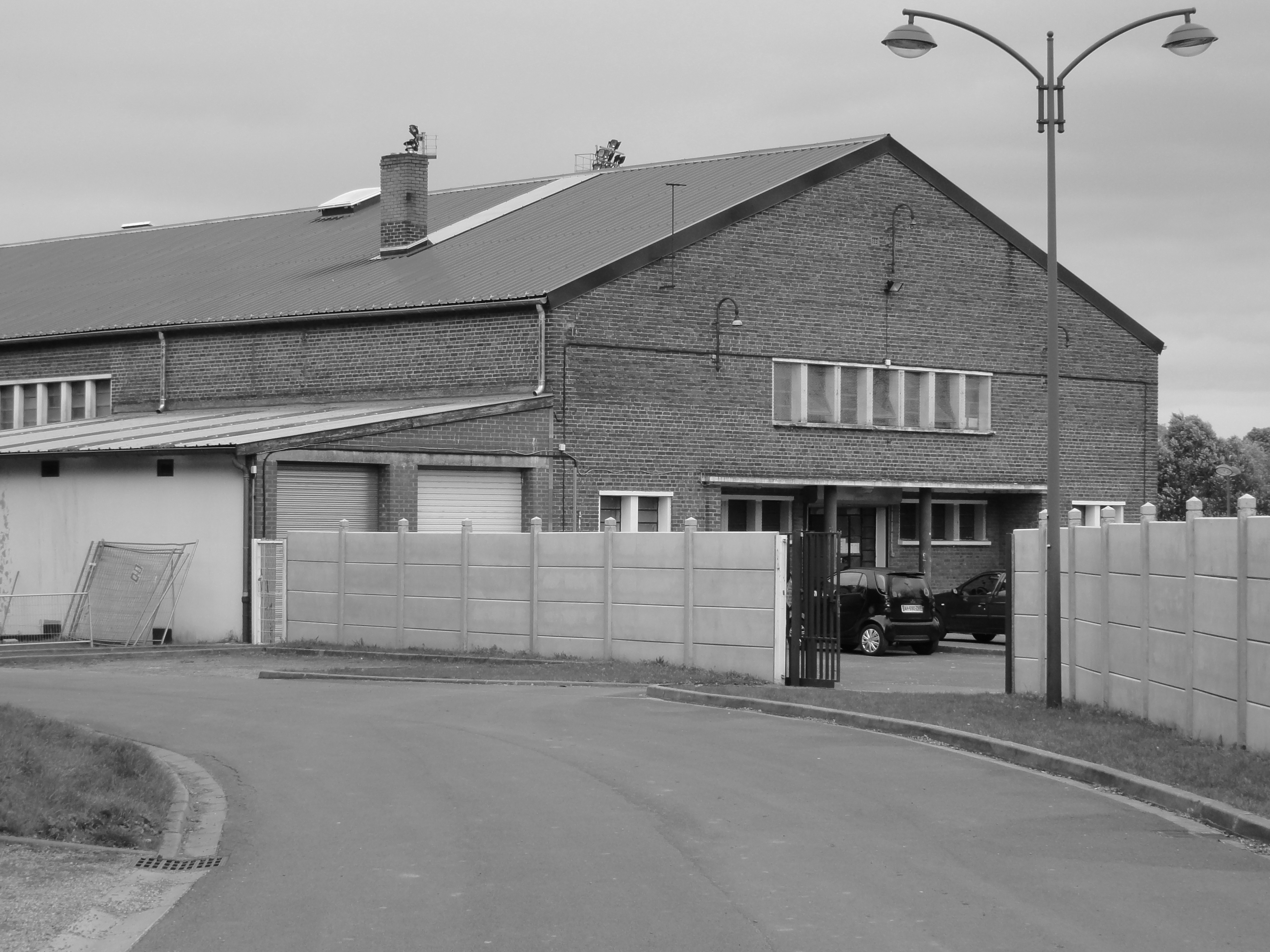
La lampisterie.
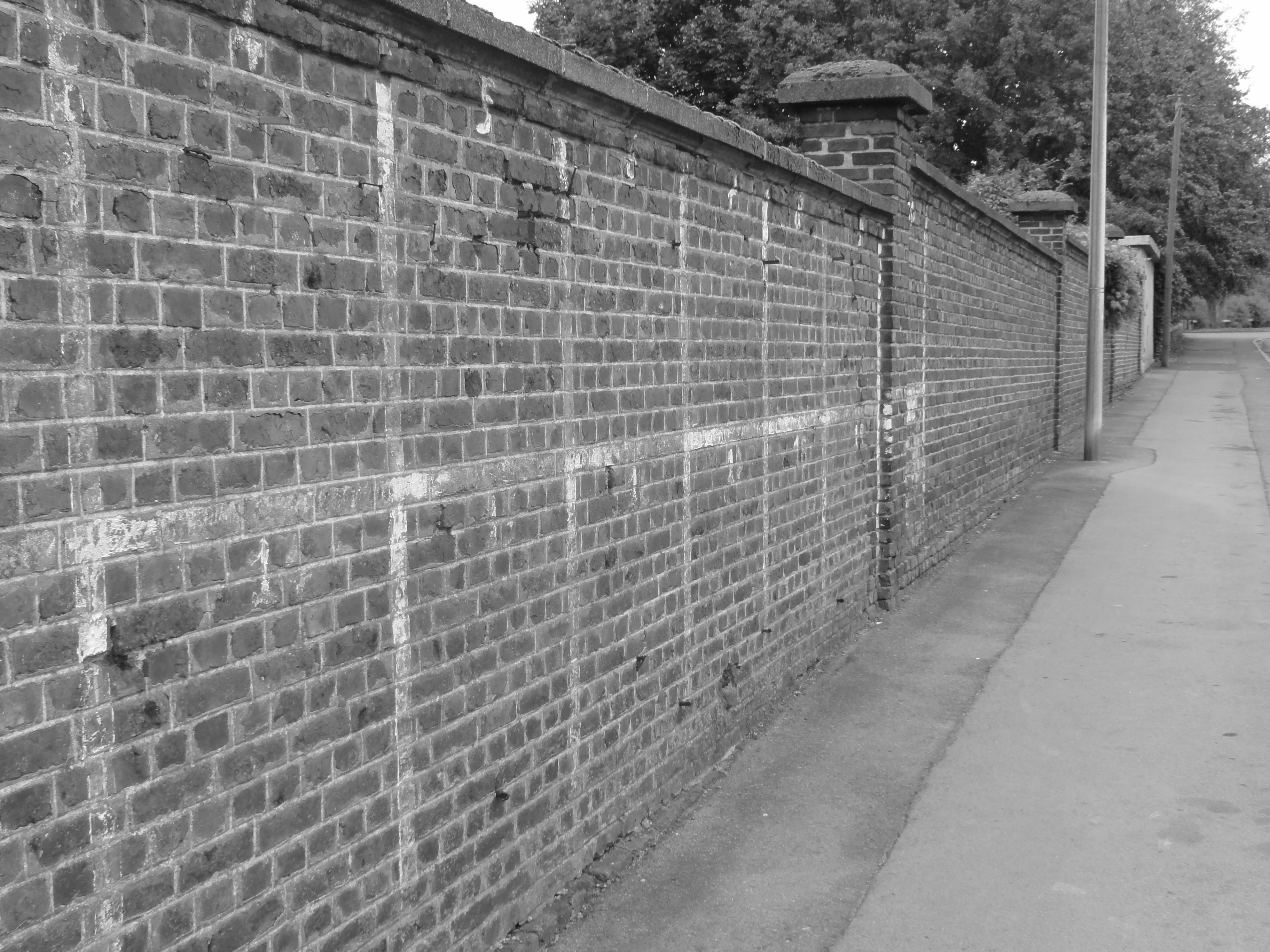
Le mur d'enceinte.

### Reconversion
Au début du XXIe siècle, Charbonnages de France matérialise les têtes des puits nos 4 et 4 bis. Le BRGM y effectue des inspections chaque année. Le centre d'entrainement La Gaillette du Racing Club de Lens occupe en grande partie le carreau de fosse. Il subsiste les bains-douches, la lampisterie, les bureaux, le dispensaire, le logement du garde, la salle de paye, le poste de coupure, ainsi qu'une partie des murs d'enceinte.

## Le terril

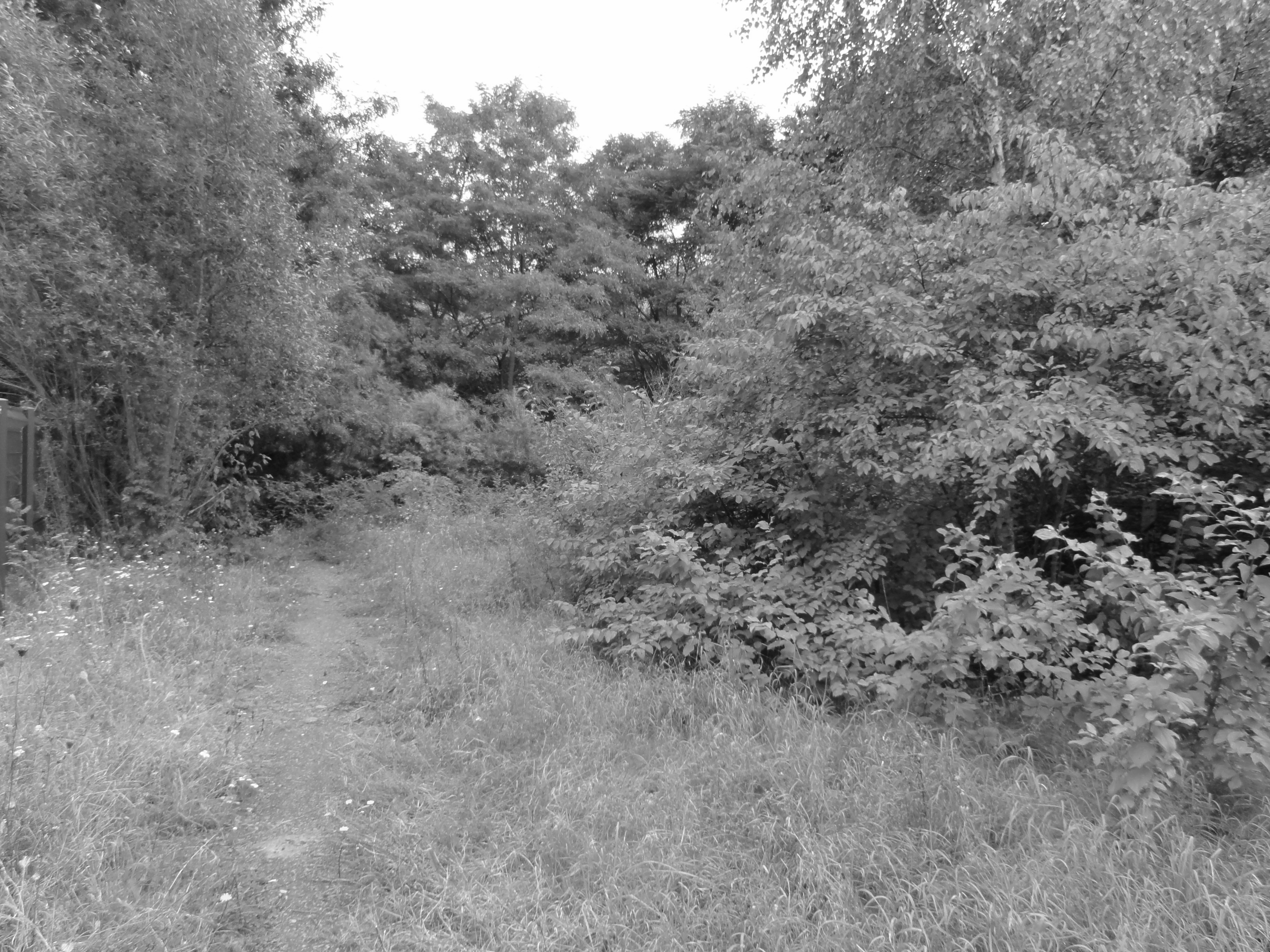
Le terril 4 de Liévin

50° 24′ 30″ N, 2° 50′ 21″ E
Le terril no 215, 4 de Liévin, situé à Avion, est le terril plat de la fosse no 4 - 4 bis des mines de Liévin.

## Les cités
De vastes cités ont été établies à proximité de la fosse no 4 - 4 bis.

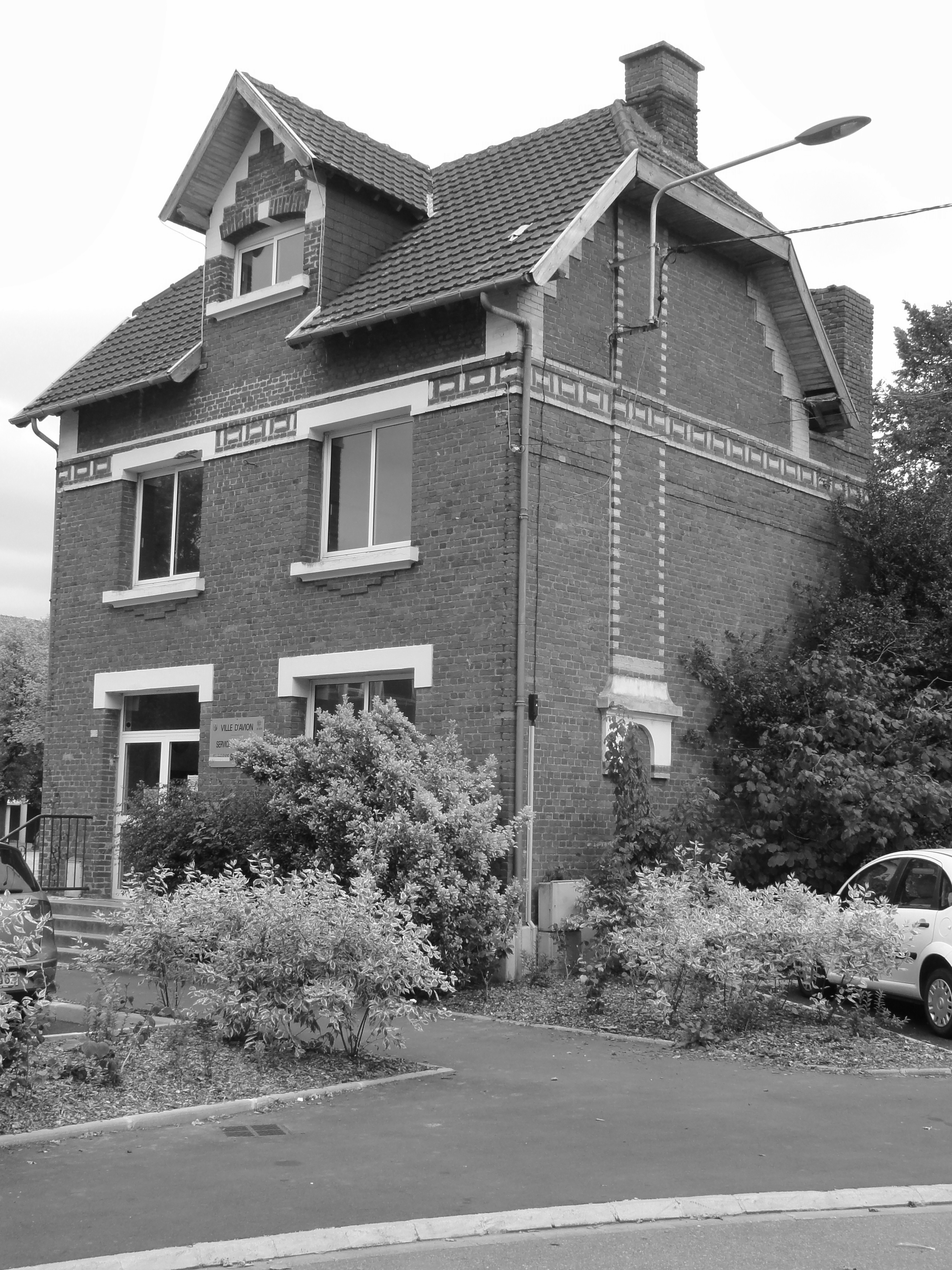
L'habitation du directeur d'école.
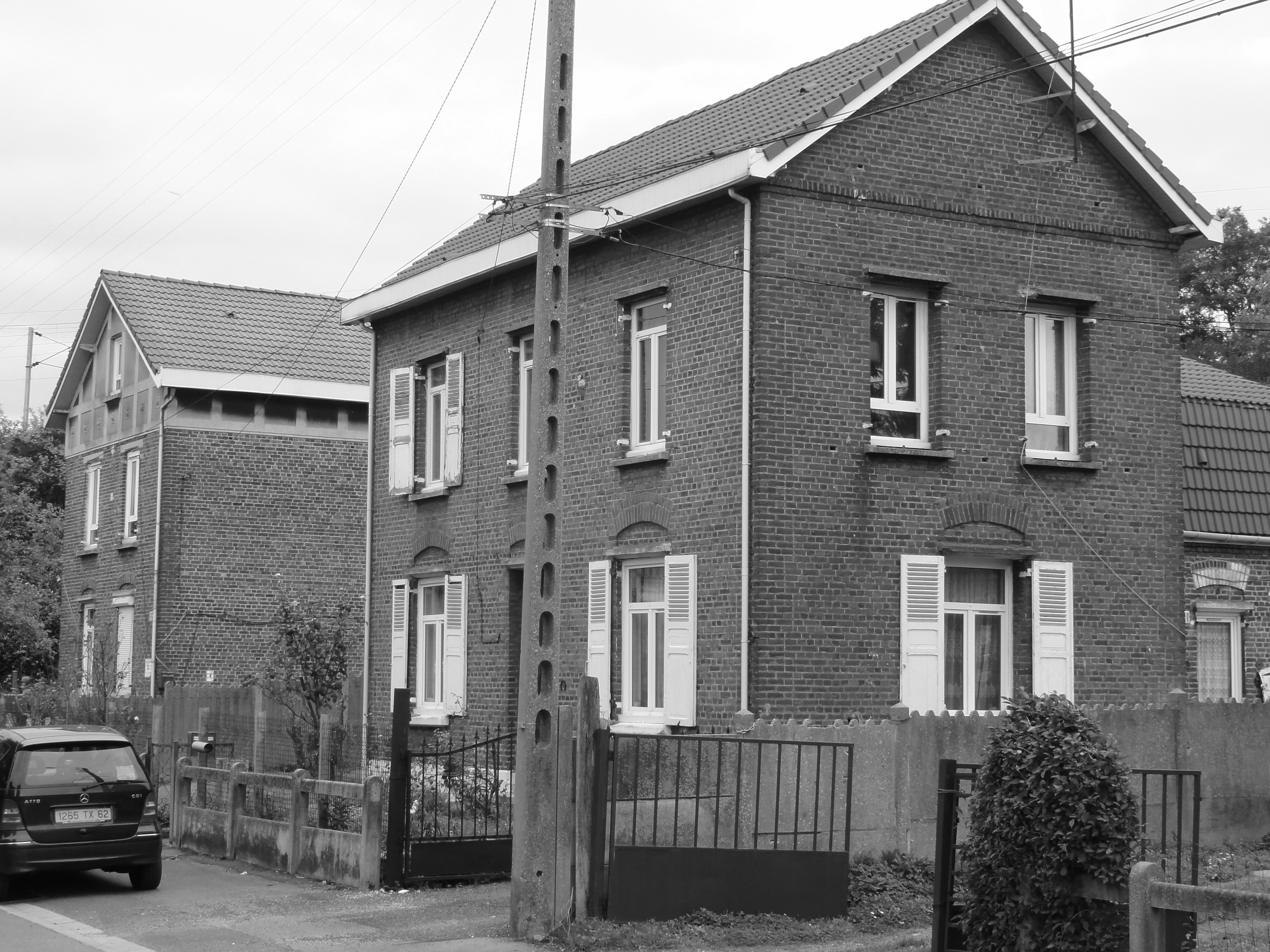
Des habitations individuelles.
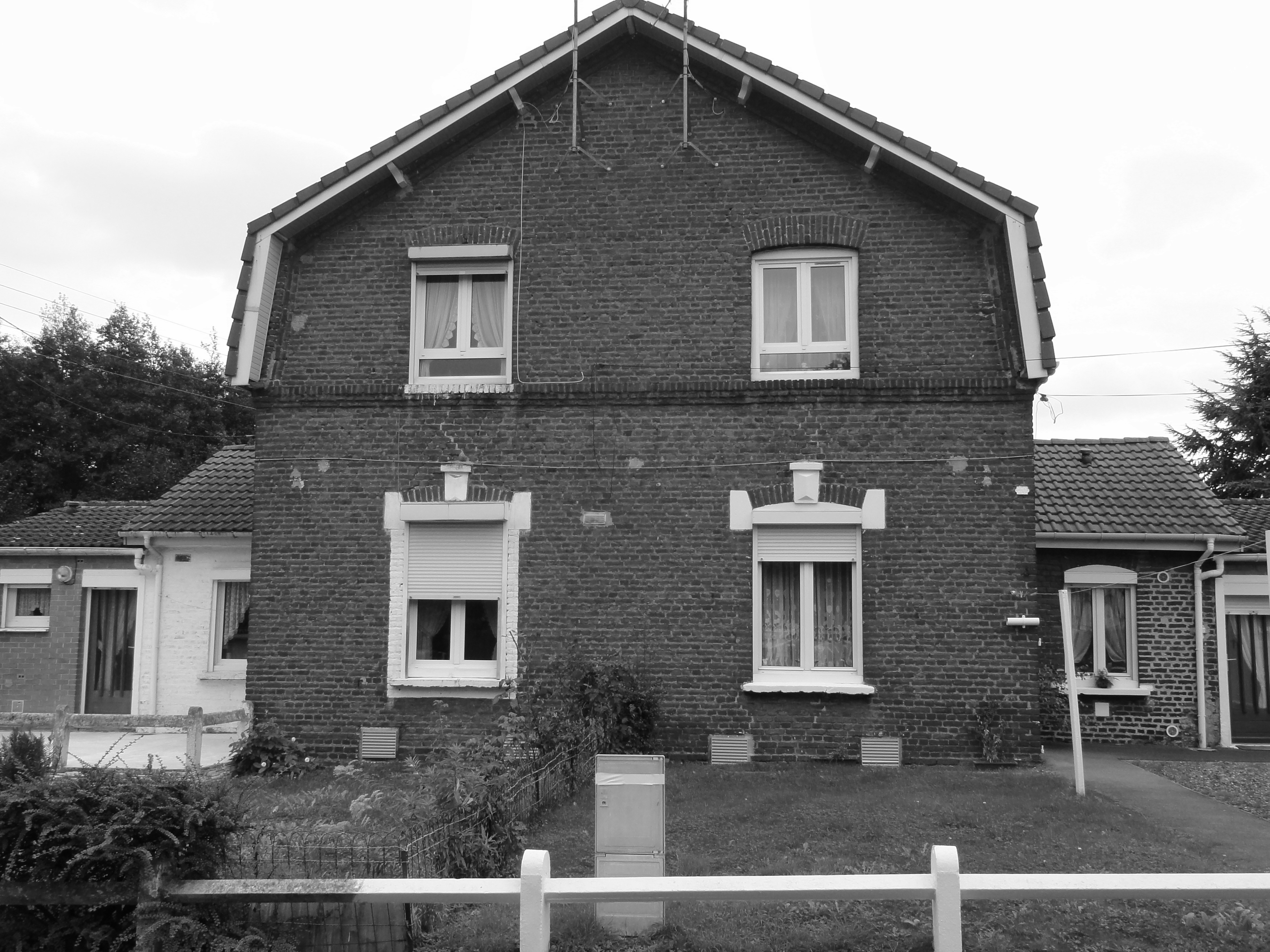
Des habitations groupées par deux.
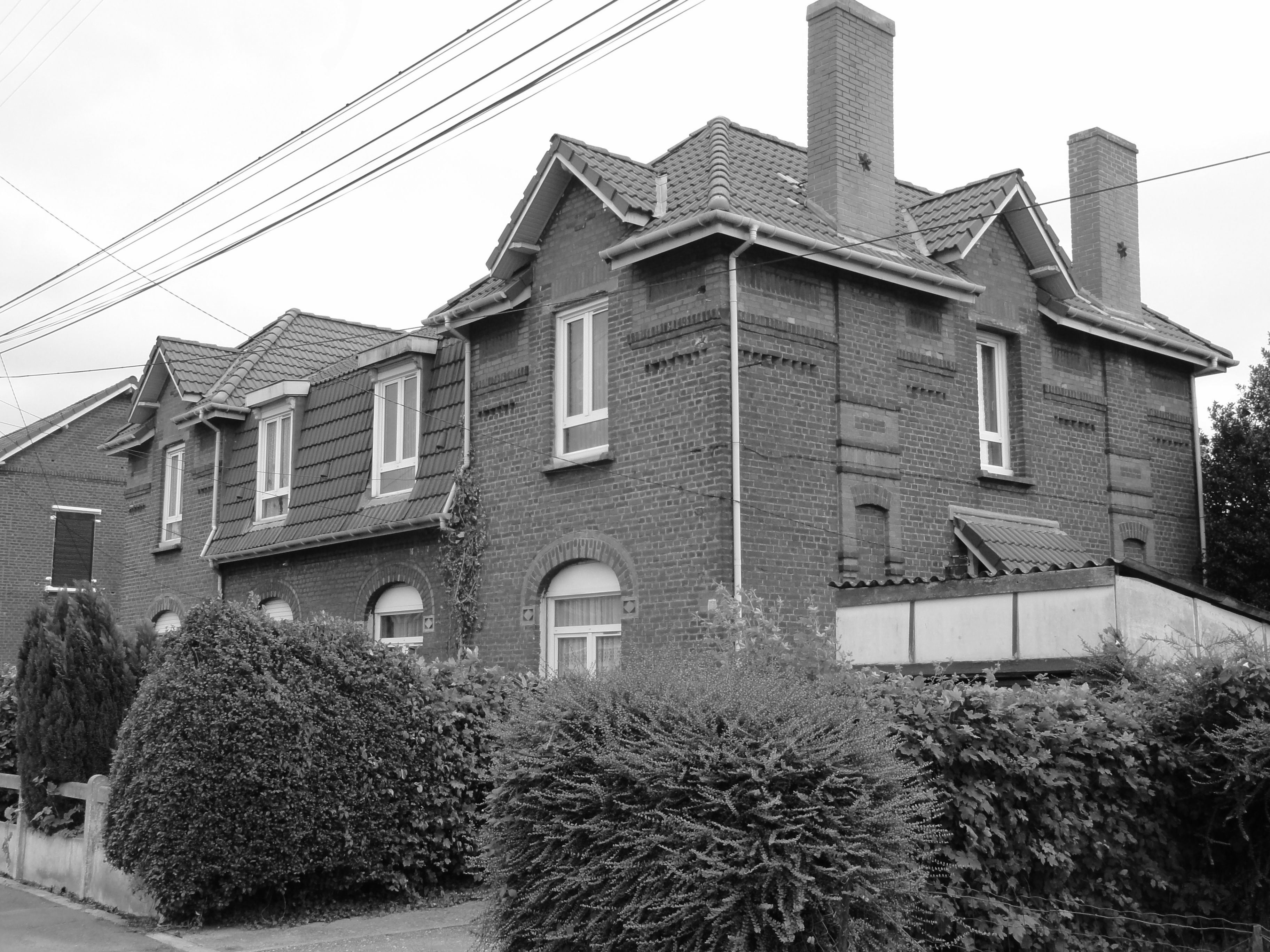
Des habitations groupées par deux.
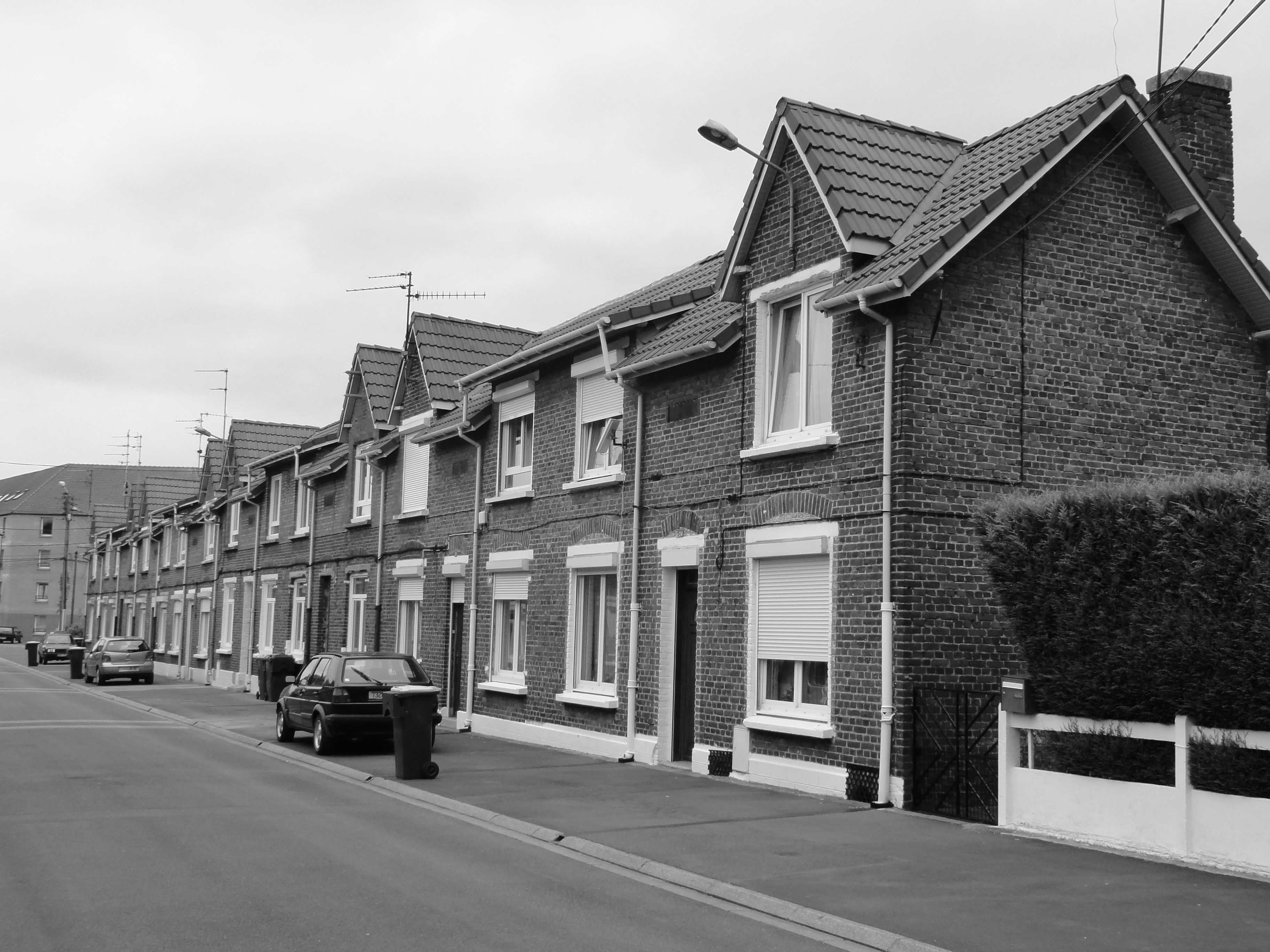
Un coron.
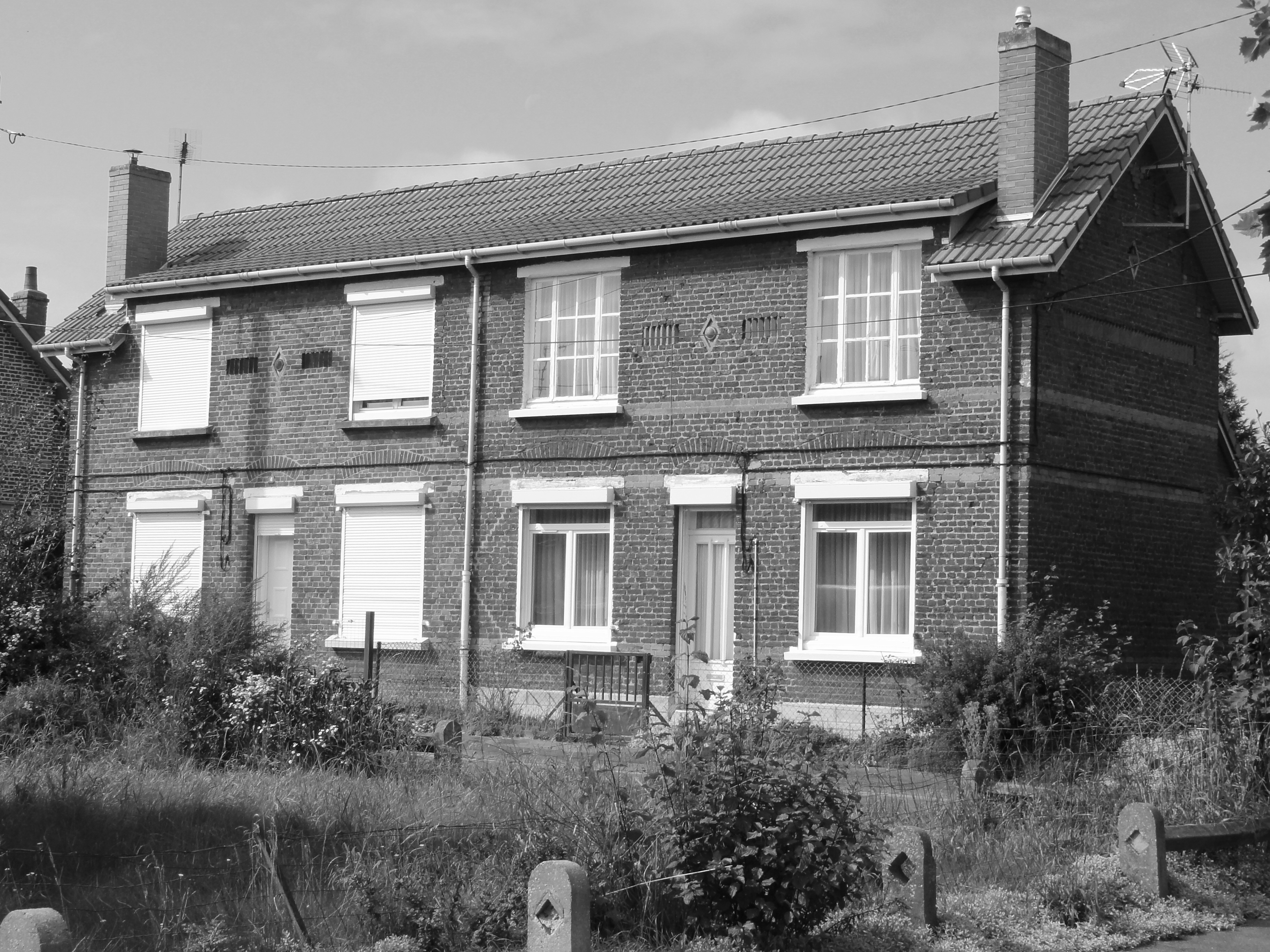
Des habitations groupées par deux.